# 이초해
이초해(1991년 9월 20일 ~ )는 대한민국의 2012년 미스코리아 광주-전남 미(美)이다.

## 프로필
- 출생: 1991년 9월 20일
- 신체: 174cm, 61.9kg, 34-25-35
- 학력: 중앙대학교 일어일문학과
- 수상: 2012년 미스코리아 광주-전남 미(美)
- 취미: 수영, 골프
- 특기: 노래, 춤

| 미스코리아 광주-전남 미(美) |               |        |
| 2011년                      | 2012년 이초해 | 2013년 |
| 이은지                      | 2012년 이초해 | 정아라 |
|                             |               |        |
|                             |               |        |